# Rebelianci: Iskra Rebelii
Rebelianci: Iskra Rebelii (ang. Star Wars Rebels: Spark of Rebellion) – odcinek pilotowy animowanego serialu Star Wars: Rebelianci. Film miał swoją premierę w Internecie, dla zweryfikowanych użytkowników WatchDisneyXD.com 26 września 2014 roku. W telewizji zadebiutował na kanale Disney Channel 3 października 2014. Został wydany na DVD 14 października 2014.
Dzień po premierze światowej, 4 października 2014 roku film zadebiutował na polskim Disney XD, zaś 31 grudnia tego samego roku wyemitowano jego nową wersję z dodaną sceną rozmowy Inkwizytora z Darthem Vaderem.

## Fabuła
Akcja rozgrywa się pięć lat przed wydarzeniami z Nowej Nadziei i wprowadza całkiem nowe postaci, m.in. załogantów statku „Duch”, Kanana Jarrusa, Ezrę Bridgera, Garazeba Orreliosa, Herę Syndullę, Sabine Wren, a także członków Imperium, takich jak agenta Kallusa czy pau'ańskiego Inkwizytora.

## Wersja oryginalna
- Steve Blum –
  - Garazeb Orrelios,
  - szturmowiec
- Greg Ellis – szturmowiec
- Taylor Gray – Ezra Bridger
- Jason Isaacs – Inkwizytor
- James Earl Jones – Darth Vader
- Vanessa Marshall – Hera Syndulla
- Liam O’Brien –
  - Yogar Lyste,
  - sprzedawca
- David Oyelowo – Kallus
- Freddie Prinze Jr. – Kanan Jarrus
- Tiya Sircar – Sabine Wren
- David Shaughnessy –
  - Cumberlayne Aresko,
  - Myles Grint
- Keith Szarabajka –
  - Cikatro Vizago,
  - Kapitan transportowca,
  - Oficer,
  - Starzec
- James Arnold Taylor – Obi-Wan Kenobi
- Greg Weisman – Dowódca szturmowców

## Wersja polska
- Maciej Musiał – Ezra Bridger
- Piotr Grabowski – Kanan Jarrus
- Ewa Prus – Sabine Wren
- Zbigniew Dziduch – Zeb Orrelios
- Monika Węgiel – Hera Syndulla
- Krzysztof Banaszyk – Agent Kallus
- Andrzej Mastalerz – Inkwizytor
- Grzegorz Pawlak – Darth Vader (wersja specjalna)
- Jarosław Domin – Obi-Wan Kenobi
- Miłogost Reczek – Myles Grint
- Mieczysław Morański – Cumberlayne Aresko
- Karol Wróblewski – Cikatro Vizago
- Wojciech Paszkowski –
  - Oficer Imperium,
  - Sprzedawca
- Adam Bauman –
  - Lektor (tytuł),
  - Szturmowiec